# Bahnstrecke Amberg–Schmidmühlen
| |                                              |                                   |                                   |
| Streckennummer (DB): | 5063                                         |                                   |                                   |
| Kursbuchstrecke (DB): | 423a (1966)                                  |                                   |                                   |
| Kursbuchstrecke: | 423a (1946) 423b (Amberg – Drahthammer 1946) |                                   |                                   |
| Streckenlänge: | 23,7 km                                      |                                   |                                   |
| Spurweite: | 1435 mm (Normalspur)                         |                                   |                                   |
| |                                              |                                   |                                   |
| \| \| \| von Nürnberg Hbf \| \| \| \| \| von Schnaittenbach \| \| \| \| 0,00 \| Amberg \| Amberg \| \| \| \| nach Irrenlohe \| \| \| \| 1,80 \| Amberg Leopoldstraße (ab 1955/59) \| Amberg Leopoldstraße (ab 1955/59) \| \| \| \| Vils \| \| \| \| 2,40 \| Drahthammer \| Drahthammer \| \| \| \| nach Lauterhofen \| \| \| \| 3,99 \| Haselmühl \| Haselmühl \| \| \| 5,70 \| Lengenfeld (Oberpf) \| Lengenfeld (Oberpf) \| \| \| 8,04 \| Theuern \| Theuern \| \| \| 11,60 \| Wolfsbach \| Wolfsbach \| \| \| 13,00 \| Leidersdorf \| Leidersdorf \| \| \| 15,00 \| Ensdorf (Oberpf) \| Ensdorf (Oberpf) \| \| \| 17,06 \| Rieden (Oberpf) \| Rieden (Oberpf) \| \| \| 20,29 \| Vilshofen (Oberpf) \| Vilshofen (Oberpf) \| \| \| 23,70 \| Schmidmühlen \| Schmidmühlen \| \| \| \| \| \| \| Quellen: [1][2] \| \| \| \| |                                              |                                   |                                   |
| Strecke |                                              | von Nürnberg Hbf                  | von Nürnberg Hbf                  |
| Abzweig geradeaus und von links |                                              | von Schnaittenbach                | von Schnaittenbach                |
| Bahnhof | 0,00                                         | Amberg                            | Amberg                            |
| Abzweig ehemals geradeaus und nach links |                                              | nach Irrenlohe                    | nach Irrenlohe                    |
| Haltepunkt / Haltestelle (Strecke außer Betrieb) | 1,80                                         | Amberg Leopoldstraße (ab 1955/59) | Amberg Leopoldstraße (ab 1955/59) |
| Brücke über Wasserlauf (Strecke außer Betrieb) |                                              | Vils                              | Vils                              |
| Bahnhof (Strecke außer Betrieb) | 2,40                                         | Drahthammer                       | Drahthammer                       |
| Abzweig geradeaus und nach rechts (Strecke außer Betrieb) |                                              | nach Lauterhofen                  | nach Lauterhofen                  |
| Haltepunkt / Haltestelle (Strecke außer Betrieb) | 3,99                                         | Haselmühl                         | Haselmühl                         |
| Haltepunkt / Haltestelle (Strecke außer Betrieb) | 5,70                                         | Lengenfeld (Oberpf)               | Lengenfeld (Oberpf)               |
| Haltepunkt / Haltestelle (Strecke außer Betrieb) | 8,04                                         | Theuern                           | Theuern                           |
| Haltepunkt / Haltestelle (Strecke außer Betrieb) | 11,60                                        | Wolfsbach                         | Wolfsbach                         |
| Haltepunkt / Haltestelle (Strecke außer Betrieb) | 13,00                                        | Leidersdorf                       | Leidersdorf                       |
| Haltepunkt / Haltestelle (Strecke außer Betrieb) | 15,00                                        | Ensdorf (Oberpf)                  | Ensdorf (Oberpf)                  |
| Haltepunkt / Haltestelle (Strecke außer Betrieb) | 17,06                                        | Rieden (Oberpf)                   | Rieden (Oberpf)                   |
| Haltepunkt / Haltestelle (Strecke außer Betrieb) | 20,29                                        | Vilshofen (Oberpf)                | Vilshofen (Oberpf)                |
| Kopfbahnhof Streckenende (Strecke außer Betrieb) | 23,70                                        | Schmidmühlen                      | Schmidmühlen                      |
| |                                              |                                   |                                   |
| Quellen: |                                              |                                   |                                   |

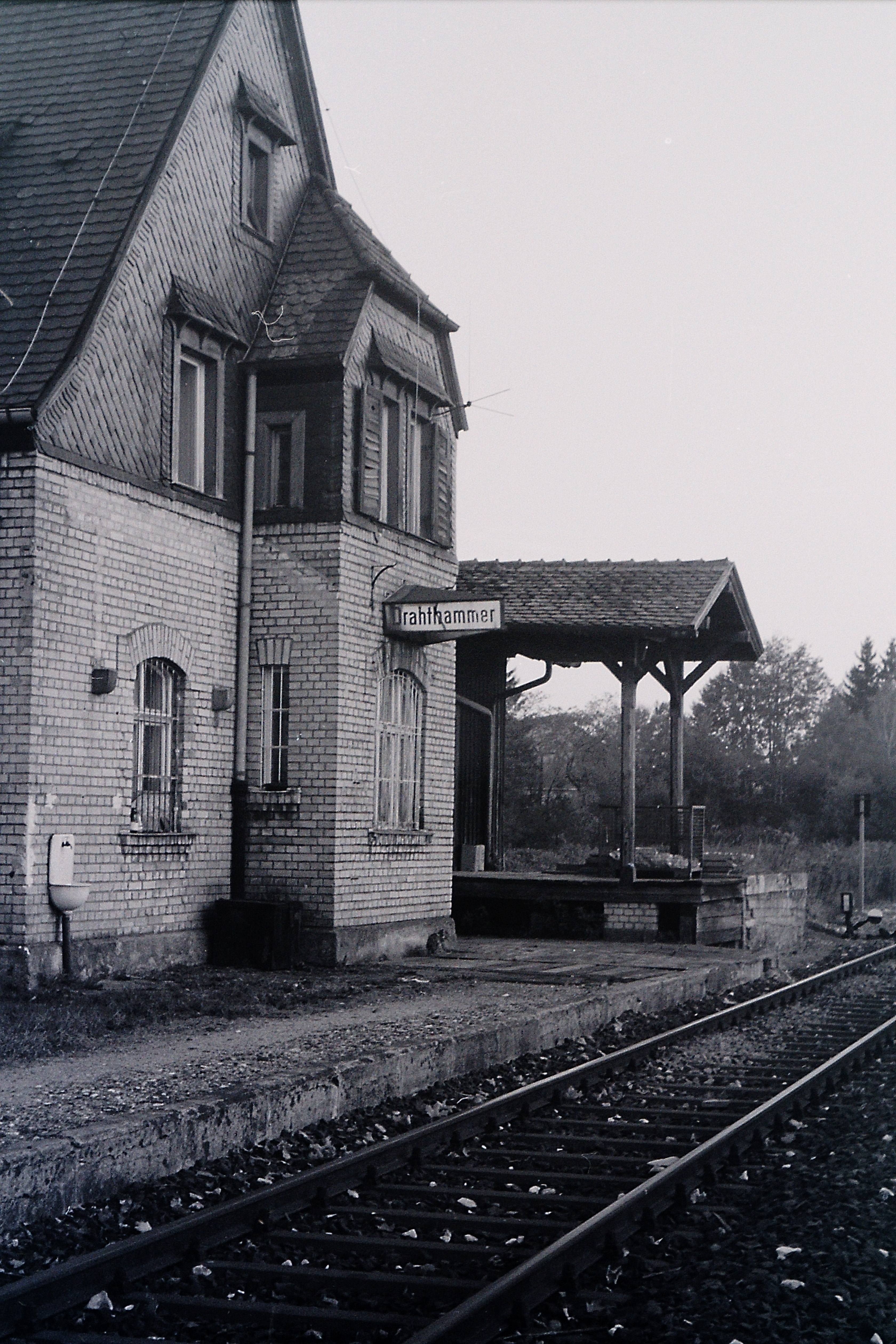
Bahnhof Drahthammer (1984)

Die Bahnstrecke Amberg–Schmidmühlen, auch Vilstalbahn genannt, war eine Nebenbahn in Bayern. Sie begann im Bahnhof Amberg und führte entlang der Vils nach Schmidmühlen.

## Geschichte

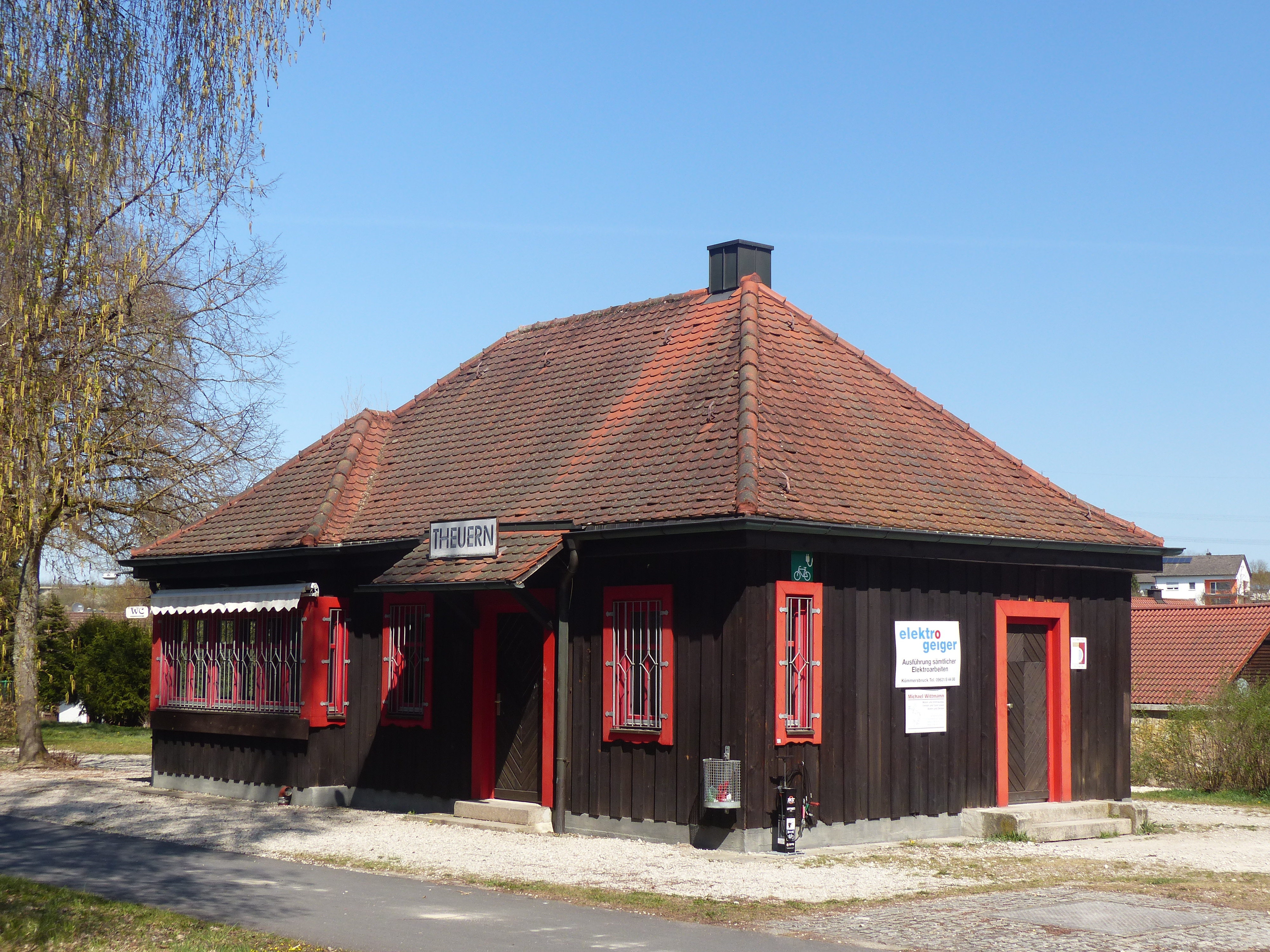
Bahnhof Theuern (2020)

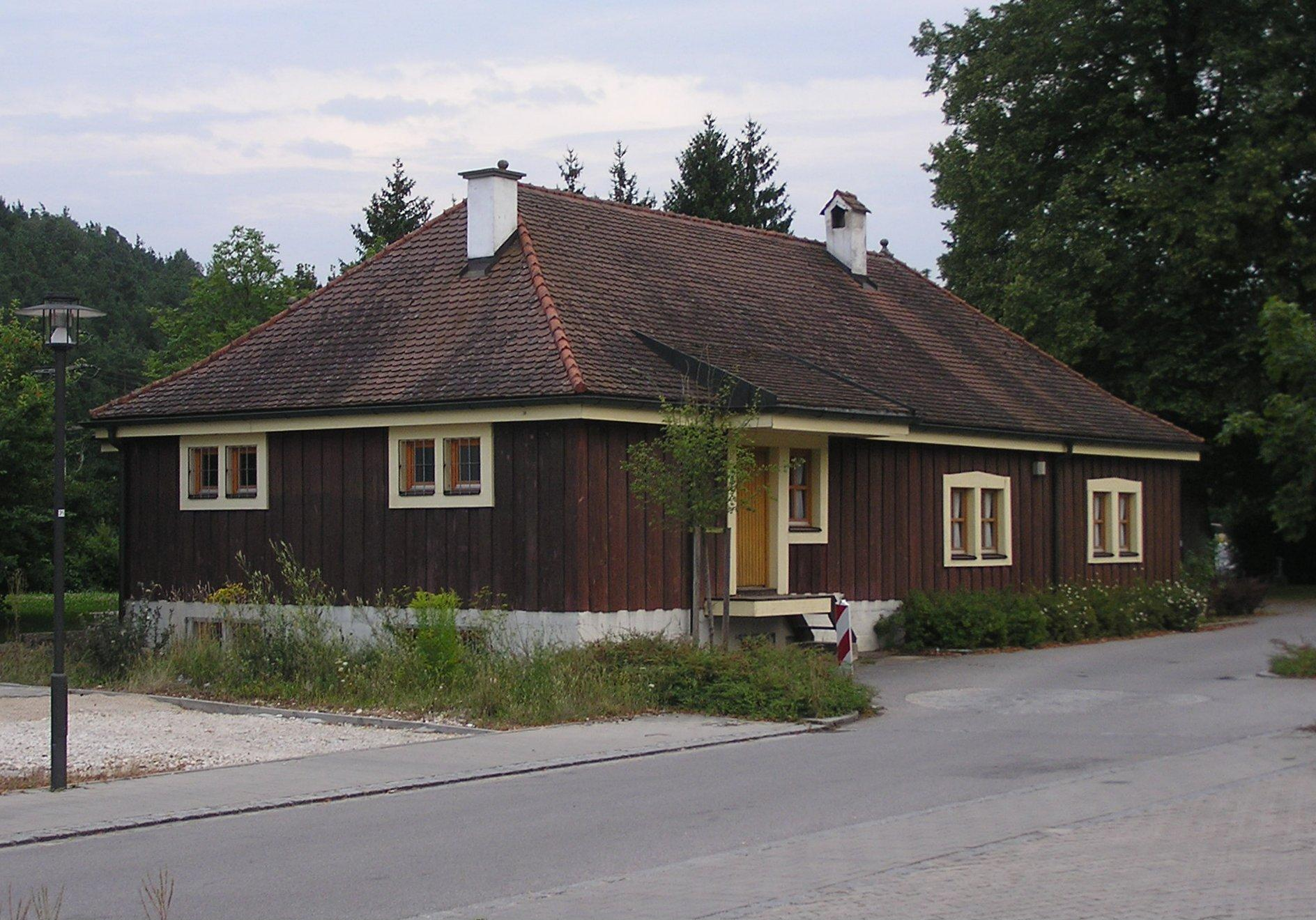
Bahnhof Schmidmühlen (2007)

Obwohl bereits 1904 die gesetzliche Grundlage für die Lokalbahnstrecke geschaffen worden war, die Amberg entlang der Vils mit Schmidmühlen verbinden sollte, kam es wegen zahlreicher Auseinandersetzungen über Detailfragen sowie über eine geplante Verlängerung nach Hohenburg im Lauterachtal zu erheblichen Verzögerungen. Der erste Abschnitt bis Ensdorf, der im Bahnhof Drahthammer von der Strecke nach Lauterhofen abzweigte, konnte erst am 1. Mai 1910 eröffnet werden. Der zweite Teil folgte am 18. Dezember 1910.
Der Sommerfahrplan 1939 verzeichnete drei Personenzugpaare zwischen Amberg und Lauterhofen, ergänzt durch ein weiteres, das nur mittwochs, samstags, und sonntags verkehrte. Die Züge benötigten für die 24 Kilometer lange Strecke zwischen 52 und 56 Minuten, was einer Reisegeschwindigkeit von etwa 25 km/h entsprach.
Der verstärkte Einsatz von Bahnbussen in den 1950er und 1960er Jahren führte am 1. Juli 1966 zur Einstellung des Personenverkehrs auf der Schiene. Der Güterverkehr hielt sich wesentlich länger. Bedient wurde dabei das zur Maxhütte gehörende Kalkwerk in Vilshofen. Hier fuhren zeitweise schwere Güterzüge, die drei Diesellokomotiven der Baureihe 211 benötigten. Diese Verkehre endeten am 28. Mai 1988. Der Abschnitt südlich von Vilshofen war schon seit dem 31. Mai 1985 ohne Verkehr.
Die Gleise wurden 1990 nach Kauf durch den Landkreis abgetragen. Zwischen 1991 und 1992 wurde auf der Trasse ein Radweg eingerichtet. Er ist Bestandteil des Fünf-Flüsse-Radweges.